# 2018년 12월 누벨칼레도니 지진
2018년 12월 누벨칼레도니 지진은 2018년 12월 5일 프랑스령 누벨칼레도니 섬 해역에서 일어난 규모 Mww7.5의 지진이다. 처음엔 Mw7.6으로 측정되었으나 이후 수정되었다. 2018년 8월 누벨칼레도니 지진이 일어난 지 약 3개월 후에 일어난 지진이다.
본진이 일어나기 약 4분 전인 4시 14분 규모 Mw6.0의 지진이 있었다.
이 지진으로 누벨칼레도니에선 연안 지역의 주민에게 쓰나미 경보를 내려 해안에서 300m 떨어진 곳으로 이동하며 최대 12m보다 높은 곳으로 대피령을 내렸으며 태평양 쓰나미 경보 센터는 누벨칼레도니와 바누아투에 최대 1-3m, 피지에 최대 0.3-1m의 쓰나미가 닥칠 수 있다고 경보를 발령했다. 그 후 바누아투에 최대 0.72m, 누벨칼레도니에 최대 0.45m의 쓰나미가 닥쳤다.
본진 2시간 후인 6시 43분(UTC)엔 규모 Mw6.6의 최대 여진이 발생했다. 처음에는 규모가 Mw7.0으로 발표되었으나 이내 수정되었다. 본진과 여진으로 인한 인명 피해는 없었다.

## 같이 보기
- 스러스트 단층